# Чебет, Уилсон
Уилсон Квамбаи Чебет — кенийский легкоатлет, который специализируется в беге на длинные дистанции. Бронзовый призёр Роттердамского полумарафона 2008 года. Чемпион мира по полумарафону 2009 года в командном первенстве. Занял 4-е место на Рас-эль-Хаймском полумарафоне 2009 года с результатом 59.32. Серебряный призёр Амстердамского марафона 2010 года. В 2011 году становился победителем Роттердамского марафона, в 2011 и 2012 годах побеждал на Амстердамском марафоне (2012 г. — с рекордом трассы).
1 сентября 2013 года занял 3-е место на пробеге Tilburg Ten Miles. 20 октября 2013 года стал победителем Амстердамского марафона с рекордом трассы — 2:05.36.

## Сезон 2014 года
21 апреля занял 2-е место на Бостонском марафоне с результатом 2:08.48.